# Namonuito
Namonuito (également connu comme Namonweito, Weito ou îles Magur) est le plus grand atoll des États fédérés de Micronésie et des îles Carolines, avec une superficie totale de 2 267 km², à moins qu'on considère que le lagon plus grand de Truk comme un type d'atoll au premier temps de son développement. En Micronésie, seul Kwajalein des îles Marshall est plus grand.
Il fait partie de la région nord-occidentale de l'État de Chuuk (Oksoritod ou îles du Nord-Ouest), à environ 170 km au nord-est du lagon de Truk. Le coin sud-est est constitué par l'île principale (la plus grande et la plus peuplée), Ulul, souvent désignée comme Onoun. Les douze îlots, dont Pisaras et Magur ne représentent que 4,5 km². La population totale s'élève à 1 341 habitants (2000). On y parle le namonuito.